# Ананури
Крепость Ананури (груз. ანანურის ციხე) расположена в Грузии на Военно-Грузинской дороге, в 70 км от Тбилиси — там, где вливается в Арагви небольшая река Ведзатхеви. Ананури служила главным опорным пунктом для арагвских эриставов, правителей этого края.

## История

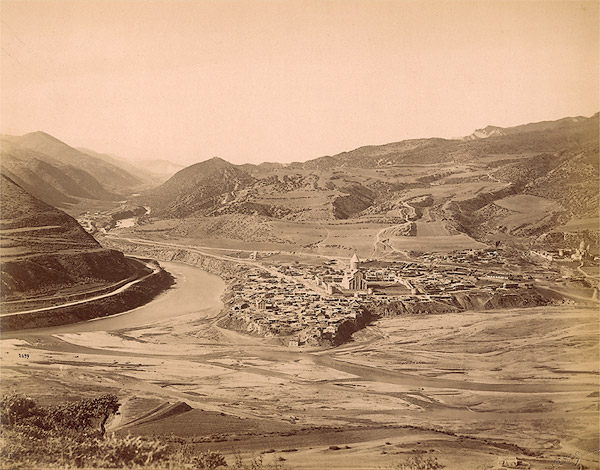
Храм-крепость Ананур в 1889, фото Д. И. Ермакова

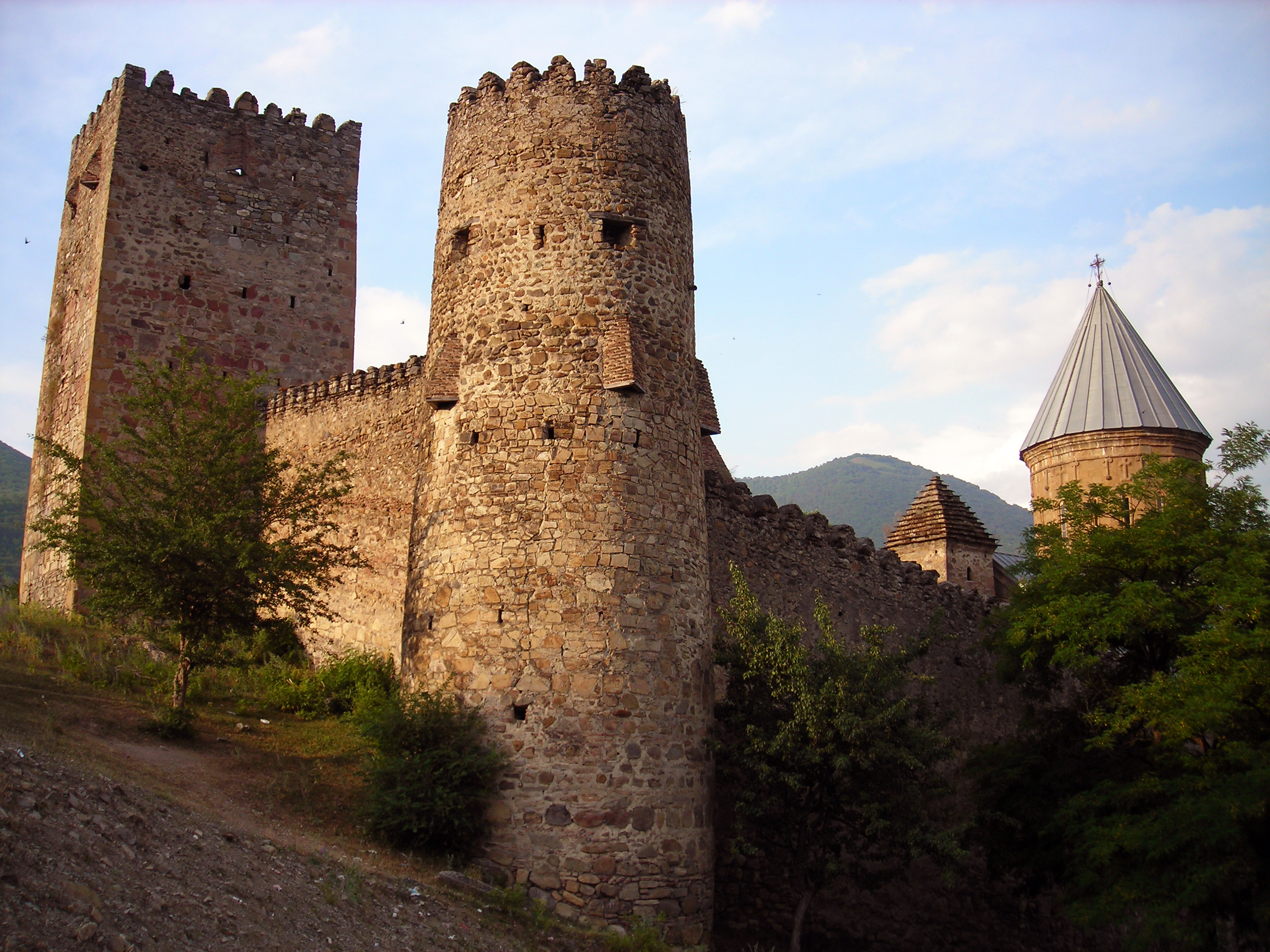
Крепость Ананури на закате

Крепость возникла в XVI веке и на протяжении последующих двух столетий служила северным форпостом обороны Закавказья, перекрывая дорогу, ведущую из Дарьяльского ущелья.
Резиденцией эриставства в XVII веке был город Душети. Главная дорога из Душети на север проходила через узкое ущелье реки Ведзатхеви и при слиянии этой реки с Арагви создавались естественные ворота. На таком удачном месте эриставы воздвигли сначала башню, а спустя некоторое время — крепость Ананури, которая стала надёжным укреплением.
О жизни обитателей Ананурского замка в исторических источниках почти ничего не сообщается до 1720-х годов. Известно, что крепость защищала центральную часть эриставства, при нападениях она прикрывала отступление в горы местных жителей и населения центральных частей страны. Первые сведения о событиях, касавшихся Ананури, можно найти у историка Вахушти, в описаниях вражды эриставов друг с другом в XVIII в.
В 1739 году крепость была взята штурмом ксанским эриставом Шанше, в числе штурмующих был большой отряд лезгин. Местный эристав Бардзим, обвинённый Шанше в предательстве грузинского народа, и его приближённые были частично перебиты, частично сожжены в башне, где пытались спастись. Лезгины посекли кинжалами фресковую живопись Успенской церкви.
В 1795 году защитники крепости стойко противостояли вторгшимся в Грузию войскам Ага-Магомед-хана, не пропустив их вверх по ущелью.
Ананури играет немалую роль и в начальные годы XIX века, после присоединения Грузии к России. Первое время здесь постоянно находился русский гарнизон. Он охранял главную дорогу, соединяющую Грузию с Россией и поддерживал порядок в крае.
В 1812 году горцы подняли восстание, однако овладеть крепостью им не удалось. Высланное из Тифлиса подкрепление жестоко подавило восстание.
В дальнейшем Ананури некоторое время ещё служил опорным пунктом русским войскам. Предполагалось даже построить здесь военный городок, был разработан проект, который так и не был осуществлён. После ухода русских военных частей крепостные сооружения остались без присмотра и крепость пришла в запустение.
На территории цитадели расположены башня с пирамидальной крышей, существовавшая ещё до постройки крепости, храм-усыпальница местных эриставов Гвтаеба (XVI—XVII века), храм Успения (1689). Сохранились следы бассейна и бани. На территории нижнего укрепления сохранилась только однонефная церковь (XVI—XVII века) Мкурнали с колокольней.
Крепость Ананури предложена грузинским правительством к включению в список Всемирного наследия ЮНЕСКО.